# Histoire de l'Égypte depuis 1952

Drapeau de la République arabe d'Égypte.

Armoiries de la République arabe d'Égypte.

La République d'Égypte est le nom du régime politique qui dirige l'Égypte depuis 1971 après le nom officiel de République d'Égypte de 1953 à 1958 puis de République arabe unie de 1958 à 1971 (unie avec la Syrie de 1958 à 1961).
À la suite du coup d'État des officiers libres le 23 juillet 1952, la république est proclamée en Égypte le 18 juin 1953, succédant au Royaume d'Égypte. Sa capitale est Le Caire, sa langue officielle est l'arabe et sa monnaie est la livre égyptienne.
Le premier président égyptien est Mohammed Naguib. Gamal Abd-al-Nasser lui succède en 1954.
Les principales causes de l'affaiblissement du royaume d'Égypte sont l'occupation du pays par les britanniques et l'humiliante défaite lors de la guerre israélo-arabe.

## 1952-1958: révolution égyptienne de 1952, République d'Égypte (1953-1958)

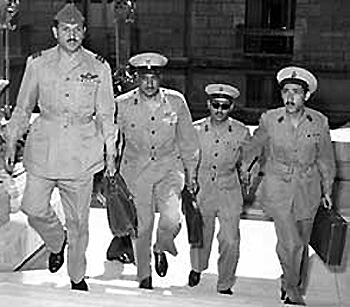
Les responsables du Mouvement des officiers libres en 1952 : Abdel Latif Boghdadi (à gauche), Gamal Abdel Nasser, (centre gauche), Salah Salem (centre droit), Abdel Hakim Amer (à droite).

Lors de la coup d'État de 1952, les officiers libres instaurent un conseil de commandement militaire dans le but d'abolir la monarchie.
Le mouvement, galvanisé par un jeune lieutenant-colonel de trente-quatre ans, Nasser, ce héros de la guerre israélo-arabe de 1948 qui avait fondé un comité révolutionnaire secret, était composé de jeunes officiers généralement âgés de moins de trente-cinq ans, qui avaient pour but d'abolir la monarchie et de mettre fin à la présence britannique dans le pays.
Dès la fin de l'année 1949, Nasser forme un comité de coordination, dont il devient le chef en 1950. Après avoir établi patiemment son réseau au sein de l'armée et de la société civile, il enrôle le général Naguib, le général le plus prestigieux et le plus respecté du pays, ce qui devait permettre aux militaires de réussir leur coup d'État.
Les neuf hommes qui se constituent en tant que comité du mouvement des officiers libres sont le lieutenant-colonel Gamal Abdel Nasser, le major Abdel Hakim Amer, le lieutenant-colonel Anouar el-Sadate, le major Salah Salem, le major Kamal el-Din Hussein (en), le commandant Gamal Salem (en), le chef d'escadron Hassan Ibrahim, le major Khaled Mohieddine et le commandant Abdel Latif Boghdadi. Le major Hussein el-Shafei (en) et le lieutenant-colonel Zakaria Mohieddin ont rejoint le mouvement plus tard.
Le programme des officiers libres tient en six points : fin du colonialisme, du féodalisme, de la domination du capital sur le pouvoir politique et l'établissement de la justice sociale, l'instauration d'une vie démocratique stable et la formation d'une armée nationale puissante.
Le putsch devait se tenir au début du mois d'août, mais le 22 juillet, en début d'après-midi, les officiers apprennent que le roi et son Premier ministre, Naguib el-Hilali, préparaient une série d'arrestations dans l'armée. Le putsch a lieu peu après minuit, et il est réussi sans pratiquement aucun coup de feu.
Le 23 juillet, l'un des officiers de Nasser, Anouar el-Sadate fait à la radio cette déclaration « Des hommes dignes de confiance se sont chargés de la direction des affaires ».
Devant la révolte, le roi Farouk quitte le pays à bord de son yacht personnel, le Mahroussa et abdique le 26 en faveur de son jeune fils Fouad II âgé de seulement six mois.
Au petit matin, un Conseil révolutionnaire est institué, réunissant onze officiers sous l'autorité de Nasser, nommé ministre de l'Intérieur, considéré comme le véritable instigateur du coup d'État. Mohammed Naguib (1901-1984), un de leurs membres exerce l'essentiel du pouvoir en tant que Premier ministre. Le 18 juin 1953, la monarchie est abolie. Le Premier ministre Mohammed Naguib devient le premier président de la république d'Égypte.
Pour respecter la constitution, Neguib et Nasser demandent à l'ancien Premier ministre Ali Maher de diriger un nouveau cabinet ministériel. Le sort du roi Farouk est longuement débattu, certains des membres du conseil révolutionnaire voulant envoyer le roi devant un peloton d'exécution, et proclamer la république. Mais Nasser en décide autrement et fait valoir qu'il serait maladroit de provoquer ainsi les britanniques, et qu'une période de transition serait nécessaire pour établir la révolution.
Au début de l'année 1954, Gamal Abdel Nasser fait arrêter le général Mohammed Naguib en l'accusant de soutenir la confrérie des Frères musulmans. Il devient Premier ministre le 25 février 1954.

### Pays voisins
Dans d'autres pays arabes, des mouvements similaires se sont constitués.
Le colonel Kadhafi crée un groupe semblable pour renverser le roi libyen Idris Ier en 1969.
Des dirigeants du parti Baas syrien font de même pour mettre fin à la République arabe unie en 1961.
En Algérie, un groupe similaire de soldats algériens ayant fait cession durant la guerre civile des années 1990, va se créer : le Mouvement Algérien des Officiers Libres.
En Arabie saoudite, le prince Talal de Jordanie (1909-1972) a créé le mouvement des princes libres, dans les années 1960, pour renverser la monarchie conservatrice de son pays. Sa tentative de coup d'État a échoué et Nasser lui offre l'asile.

## 1954-1970: présidence de Nasser
La présidence de Gamal Abdel Nasser est marquée, d'un point de vue économique, par l'application de l'idéologie socialiste : beaucoup d'usines sont nationalisées, notamment les usines textiles. En 1956, le canal de Suez est également nationalisé, ce qui provoque la crise du canal de Suez et la riposte franco-britannico-israélienne.
Nasser centralise l'État égyptien, il fait augmenter les pouvoirs du président de la république, il nationalise l'industrie, procède à une réforme agraire, et met en œuvre de grands projets de travaux publics, comme le barrage d'Assouan.
Le 19 octobre 1954, il conclut un traité avec le gouvernement Churchill prévoyant l'évacuation des 80 000 soldats britanniques de la base de Suez dans un délai de vingt mois, les Anglais obtenant en contrepartie le maintien de techniciens civils pour entretenir la base et la possibilité de la réutiliser en cas de conflit. Parallèlement, des négociations secrètes sont menées avec les Américains par l'intermédiaire de la CIA mais échouent en novembre, les Égyptiens considérant le montant de l'aide proposée comme insuffisant.
La tendance de Nasser à la manipulation dramatique de la politique fut mise en exergue le 26 octobre 1954 par une mise en scène d'une tentative de son assassinat. Pendant qu'il faisait un discours, Mahmoud Abd al-Latif, un supposé membre des Frères musulmans, tire huit balles vers lui. Bien qu'à courte distance tous les tirs échouent. Nasser continue de parler en disant : « Laissons-les tuer Nasser. Il n'est qu'un parmi beaucoup. Mes chers concitoyens restez où vous êtes. Je ne suis pas mort. Je suis vivant, et même si je meurs vous êtes tous Gamal Abdel Nasser ». Ce sens de l'à-propos et l'absence de réaction des gardes du corps font penser que cela était un faux attentat. Pour autant la plupart des études sérieuses sur le sujet ainsi que l'audition du discours de Nasser après l'attentat laissent peu de doutes sur la réalité de la tentative d'assassinat. Jean Lacouture ayant assisté à la scène a témoigné de la véracité de cette tentative. Nasser utilisa l'angoisse nationale pour lancer une répression visant à l'éradication des Frères musulmans.
Sur la scène internationale, le régime se radicalise au début de l'année 1955 sous la double pression du jeu d'alliances régional et du comportement israélien. Destiné à contrer l'URSS au Moyen-Orient, la mise en place le 25 février 1955 du Pacte de Bagdad isole l'Égypte face à son concurrent irakien, ce qui pousse Nasser à développer un discours neutraliste et anti-impérialiste. Simultanément, le raid de représailles israélien du 28 février 1955 débouche sur une humiliation pour l'armée égyptienne et met en évidence son manque d'équipement lourd. Le pouvoir nassérien étant avant tout un pouvoir militaire, la question de la formation d'une alliance avec un pays en mesure de lui fournir des armes devient central
Nasser participe, du 18 au 24 avril 1955, à la conférence de Bandung qui fut le point de départ du processus devant aboutir à la création du Mouvement des non-alignés. En s'y rendant, il fait étape en Birmanie où il rencontre le ministre des Affaires étrangères chinois Zhou Enlai. Au cours de l'entretien, il demande à son interlocuteur de sonder l'URSS pour savoir si elle serait disposée à lui vendre des armes. Le 19 mai, l'ambassadeur soviétique au Caire lui fait part de l'accord de son pays. Fort de ce succès, Nasser se tourne vers les États-Unis en indiquant que s'ils n'acceptent pas de lui vendre des armes il ira voir ailleurs. L'administration Eisenhower donne un accord de principe, mais demeure un problème : l'Égypte n'a pas les devises pour payer alors que les soviétiques acceptent d'être payés en coton. Finalement, le 27 septembre 1955, Nasser annonce publiquement le contrat d'armement avec l'URSS.
Si l'accord ainsi conclu permet à l'Égypte d'acquérir un matériel moderne, Nasser refuse qu'il s'accompagne de l'accueil d'instructeurs du bloc de l'est pour en apprendre le maniement. Cette décision est liée à l'histoire de l'armée égyptienne qui fut encadrée jusqu'aux années 1940 par des instructeurs britanniques et en conserve un très mauvais souvenir. Au moment où l'Égypte venait d'obtenir le départ de ces derniers de la base de Suez, il n'était pas concevable d'accueillir des instructeurs militaires étrangers. Il découle de cette décision un problème permanent de formation du personnel militaire qui pèse lourd dans le cadre de la guerre de 1967.
Le 16 mai 1956, l'Égypte reconnaît la Chine populaire. Il s'agit pour Nasser de disposer potentiellement d'un autre fournisseur d'armes au cas où l'URSS, qui vient de faire savoir qu'elle souhaitait être partie prenante du règlement du conflit du Proche-Orient, déciderait d'interrompre ses livraisons pour se mettre en position de garantir un règlement de paix. C'est aussi une contrepartie au fait que depuis la conférence de Bandung la Chine s'est diplomatiquement alignée sur les positions arabes.
Le 18 juin 1956, les dernières troupes britanniques quittent l'Égypte mettant fin à soixante-quatorze ans de présence. Le 23 juin, un double référendum met en place une nouvelle constitution et désigne Nasser, candidat unique, comme Président de la République avec officiellement 99,84 % de votes favorables.
Nasser inspire les nationalistes dans tout le monde arabe, et des partis nasséristes voués à l'unité arabe sont rapidement créés. Nasser devient le chef de file du monde arabe, il représente alors une nouvelle ère au Moyen-Orient.
Il suit une politique panarabe, qui a favorisé la confrontation entre les États arabes et les États occidentaux, demandant que les ressources du monde arabe servent les intérêts du peuple arabe et non l'intérêt des Occidentaux présenté par l'État comme « impérialiste ».
En 1958, les militaires égyptiens et syriens demandent au président Nasser la fusion entre ces deux pays. Nasser est surpris de cette demande soudaine et accepte la fusion. La Syrie et l'Égypte fusionnent le 22 février 1958 pour former la République arabe unie et essayent d'y inclure le Yémen. L'union est dissoute en 1961 car les bureaucrates et les officiers égyptiens avaient des pratiques autoritaires, et la police secrète a durement réprimé les frères musulmans, et le parti communiste syrien.
L'Égypte continue à utiliser le nom jusqu'en 1971. Pour tenter d'obtenir le Yémen, des opérations militaires, y compris l'utilisation d'armes chimiques, furent entreprises dans le Nord du Yémen.
De plus, Nasser est l'une des figures historiques de l'émergence du Tiers-Monde, une troisième force politique face aux deux blocs que sont le bloc occidental et le bloc soviétique. Nasser est l'un des principaux interlocuteurs à la conférence de Bandung en avril 1955, représentant en compagnie de Nehru et Tito du mouvement des non-alignés, il se présente comme l'un des chefs de file des pays issus de la décolonisation. Il met notamment en garde les pays ayant acquis fraîchement leur indépendance contre une nouvelle forme de « colonisation économique » que ce soit par l'Occident ou par le bloc soviétique. La nationalisation du canal de Suez illustre cette prise de position.

### 1956: crise du canal de Suez
- Crise du canal de Suez

Le canal de Suez, qui forme un raccourci entre la mer Rouge et la mer Méditerranée, est ouvert en 1869. Il a été financé par la France et le gouvernement égyptien. Le Royaume-Uni racheta ensuite la part de l'Égypte dans le canal. À l'indépendance de l'Inde, le poids stratégique du canal change : il n'est plus le point de passage capital entre le Royaume-Uni et son Empire. En revanche, le canal devient un point de passage stratégique pour le pétrole. Le 26 juillet 1956, Gamal Abdel Nasser nationalise le canal de Suez. Face à cela, Israël, le Royaume-Uni et la France bombardent le canal de Suez. L'invasion débute le 29 octobre 1956 lorsque Israël envahit la bande de Gaza et le Sinaï comme convenu lors des Protocoles de Sèvres tandis que le lendemain la France et le Royaume-Uni lancent un ultimatum aux deux belligérants pour qu'ils se retirent de la zone du canal. Ce fut un prétexte aux forces européennes pour reprendre le contrôle du canal et pour renverser le régime en place. Dès le refus de l'Égypte de démilitariser le canal de Suez, les forces européennes débutent leurs bombardements. En une journée, plus de 260 avions égyptiens sont détruits au sol. Les bombardements continueront jusqu'au 5 novembre lorsque les forces occidentales débarquent au sud de Port-Saïd, le même jour la zone est sécurisée ce qui établit un point sécurisé afin d'assurer l'arrivée des renforts aériens. Le lendemain l'armée britannique appuyée par la marine française investit les plages de Port-Saïd en causant d'énormes dommages aux batteries de défenses égyptiennes. Alors que les combats continuent dans la ville, le 45e commando progresse mais les combats urbains menés lors de cette opération voient les forces alliées freinées par des tireurs embusqués égyptiens. Finalement après plusieurs jours de combats les habitants égyptiens équipés d'armes automatiques et l'armée égyptienne sont battus et les Français et Anglais prennent le contrôle du canal. Les forces françaises, anglaises et israéliennes débutent à partir de là une offensive vers la capitale égyptienne dans le but de renverser le régime en place.
Bien que le conflit se termine par une victoire militaire occidentale, grâce aux menaces soviétiques, un cessez-le feu est imposé.
Cette période est marquée, du point de vue de la politique internationale par l'idéologie nationaliste arabe et panarabe, dont l'Égypte se veut le « leader ». Cette idée selon laquelle les Arabes, du Maroc à l'Irak ne formeraient qu'un seul peuple morcelé par la colonisation et qui doit s'unir, explique notamment l'éphémère tentative d'union avec la Syrie dans la République arabe unie de 1958 à 1961.
Par ailleurs, l'Égypte fait partie des pays non-alignés, qui refusent de se soumettre aux impérialismes de l'Union soviétique et des États-Unis durant la guerre froide.
Pendant cette période, l'Égypte a une production artistique (littéraire et cinématographique) importante, très liée à la promotion du nationalisme arabe et qui est largement diffusée dans l'ensemble du monde arabe.
L'Égypte prend part à la guerre des Six Jours en 1967 et subit une lourde défaite : le Sinaï est occupé par Israël. Cette dernière remet temporairement en cause la confiance que le peuple égyptien à en Nasser. De ce fait, celui-ci décide de démissionner, avant de changer d'avis, à la suite d'un regain de popularité salutaire. Toutefois, à partir de ce moment, on considère que l'Égypte perd son rôle de chef de file du monde arabe. Cette date est aussi un point de rupture dans la production cinématographique et littéraire.

### 1967: guerre des Six Jours
- Guerre des Six Jours

Nasser veut obtenir le rétablissement des droits du peuple palestinien. Il remilitarise le Sinaï à l'encontre des accords de 1956, et demande à la Force d'urgence des Nations unies (FUNU I, 1957-1967) de quitter la péninsule.
Nasser concentre des troupes et des chars d'assaut sur la frontière avec Israël.
Le 23 mai 1967, l'Égypte bloque l'accès au détroit de Tiran aux navires israéliens (route du sud essentielle à l'approvisionnement des Israéliens en pétrole et blocus du port d'Eilat), ce qui était sans précédent depuis les accords internationaux sur les droits de passage dans le détroit, signés en 1957 par dix-sept puissances maritimes. Israël considère cela comme un casus belli. La tension dans la région glissait d'un relatif statu quo vers une guerre régionale.
Israël attaque l'Égypte sans déclaration de guerre et bombarde les aérodromes et les bases militaires égyptiennes. Puis Israël occupe le Sinaï et gagne la guerre.
Le 9 juin, Nasser s'adresse à la population égyptienne : qualifiant la défaite militaire de « revers », il rend hommage aux pays arabes qui ont combattu, remercie la France et l'URSS pour leur attitude au Conseil de Sécurité et endosse la responsabilité de la défaite annonçant, en conséquence, sa démission de toutes ses fonctions publiques. À l'issue de son discours, des manifestations de rue se produisent, qui selon l'ambassadeur de France ont un caractère spontané, lui demandant de rester au pouvoir. Le soir, le vice-président, Zakaria Mohieddin, annonce son refus d'assumer la succession. Finalement, le lendemain, Nasser retire sa démission. Mais entretemps, les principaux chefs du régime ont suivi son exemple à l'image du maréchal Abdel Hakim Amer, commandant en chef des armées égyptiennes. Après le retour de Nasser, le maréchal va chercher à reprendre sa place malgré l'opposition de ce dernier. En août, il est mis en résidence surveillée, tout comme cinquante officiers qui lui sont fidèles. La crise se conclut le 14 septembre par le suicide du maréchal Amer.

## 1970-1981: présidence Sadate
Après la mort de Nasser le 28 septembre 1970, Anouar el-Sadate (1918-1981) devient président et fait prendre à l'Égypte une direction bien différente de celle prise sous Nasser.
En 1973, Sadate, de concert avec la Syrie, mène l'Égypte dans la guerre du Kippour contre Israël pour tenter de reprendre le Sinaï perdu en 1967 lors de la guerre des Six Jours. Il élabore dans ce but une manœuvre militaire afin de masquer ses plans : faisant passer ses mouvements de troupes le long du canal de Suez pour des exercices militaires - fréquents à l'époque dans l'armée égyptienne - il met ainsi l'armée égyptienne dans une position favorable sans éveiller les soupçons israéliens. En parallèle, il s'assure suffisamment de soutien militaire et logistique, sans que ses alliés ne soient au courant du jour où l'armée passerait à l'offensive. Seul Hafez el-Assad, président syrien, est informé afin de mener une offensive coordonnée avec l'assaut égyptien. Le 6 octobre, jour de Yom Kippour (jour du Grand Pardon, le jour le plus saint pour les Juifs), alors que Sadate ordonne le début des hostilités, avec l'opération Badr, l'état-major israélien est surpris et doit se rendre à l'évidence : malgré une nette supériorité militaire de Tsahal, les forces égyptiennes sont décidées à reprendre les territoires perdus en 1967, profitant de la diminution des effectifs du fait de la fête religieuse en Israël. Et même si l'effet escompté par Sadate est réussi, les Égyptiens, tout comme les Syriens, ne peuvent contenir les contre-attaques israéliennes. Finalement, un cessez-le-feu est négocié par les États-Unis et l'Union des républiques socialistes soviétiques, alliés respectifs d'Israël et de l'Égypte, et des pourparlers de désengagement peuvent alors débuter au kilomètre 101 de la route Le Caire-Suez. Sadate sort perdant sur le plan militaire et territorial  mais il a montré que Tsahal n'est pas invincible - en parvenant à lui faire face quelques jours durant. Les Egyptiens prétendent aujourd'hui encore avoir gagné la guerre de 1973.
En novembre 1977, Sadate devient le premier dirigeant arabe à effectuer une visite officielle en Israël. Il y rencontre le Premier ministre Menahem Begin, et prend la parole devant la Knesset à Jérusalem. Il effectue cette visite après avoir été invité par Begin et recherche un accord de paix permanent. Beaucoup d'autorités du monde arabe réagissent très défavorablement à cette visite, du fait qu'Israël est alors considéré comme un État « voyou » et un symbole de l'impérialisme.
Le 17 septembre 1978, les accords de Camp David sont signés, pour lesquels Sadate et Begin reçoivent le prix Nobel de la paix. Néanmoins, cet accord est extrêmement impopulaire dans le monde arabe et musulman. L'Égypte est alors la plus puissante des nations arabes et une icône du nationalisme arabe. De nombreux espoirs reposaient en effet dans la capacité de l'Égypte à obtenir des concessions d'Israël pour les réfugiés, principalement palestiniens, dans le monde arabe. En signant les accords, Sadate fait défection aux autres nations arabes qui doivent désormais négocier seules. Ceci est donc considéré comme une trahison du panarabisme de son prédécesseur Nasser, détruisant la vision d'un front arabe uni.

### 1981: attentat du 6 octobre 1981
En septembre 1981, Sadate lance une offensive majeure contre les intellectuels et les activistes de tout le spectre idéologique. Sont ainsi emprisonnés des communistes, des nasséristes, des féministes, des islamistes, des professeurs d'université, des journalistes et des membres de groupes d'étudiants. Il fait également assigner le patriarche copte orthodoxe Chénouda III à résidence, dans le monastère Saint-Bishoy et emprisonne aussi un grand nombre de prêtres et évêques de son Église. Au total, près de 1 600 personnes sont arrêtées. Parallèlement, le soutien interne de Sadate disparaît sous la pression d'une crise économique, et en réaction à la violence de la répression des dissidents.
Le 6 octobre, un mois après la vague d'arrestations, Sadate est assassiné durant une parade militaire au Caire par des membres de l'armée qui appartiennent à l'organisation du Jihad islamique égyptien, fondée par d'anciens membres des Frères musulmans. Ils s'opposaient à la négociation entamée par Sadate avec Israël ainsi qu'à son usage de la force durant l'opération de septembre. Une fatwa approuvant l'assassinat avait été émise par Omar Abdel Rahman, un imam qui est par la suite inculpé par les États-Unis pour son rôle dans l'attaque à la bombe du World Trade Center le 26 février 1993. Des règles de retrait des munitions lors de la parade avaient été mises en place afin de parer à tout risque de révolte, mais les officiers chargés de leur application étaient en pèlerinage à La Mecque.
Au passage des avions de combat Mirage, un camion de transport de troupes, simulant une panne, s'arrête devant la tribune présidentielle, le lieutenant Khalid Islambouli en sort, et se dirige vers le président. Sadate se tient debout pour recevoir son salut, lorsqu'Islambouli jette une grenade fumigène, signal de l'assaut. Les conjurés sortent alors du camion, lancent des grenades et tirent à l'aide de fusils d'assaut. Khalid Islambouli fait feu à plusieurs reprises sur le président égyptien, secondé par d'autres assaillants, au cri de « Mort au Pharaon ». Il est par la suite jugé coupable de cet acte et exécuté en avril 1982. Durant l'assaut de nombreux dignitaires présents sont blessés, parmi lesquels James Tully, alors ministre irlandais de la Défense.
Dans la fusillade qui s'ensuit, sept personnes sont tuées, dont l'ambassadeur de Cuba et un évêque copte orthodoxe, et vingt-huit blessées. Sadate est conduit à l'hôpital, mais il est déclaré mort dans les heures qui suivent. Le vice-président Hosni Moubarak, qui a été blessé à la main durant l'attaque, lui succède. Un nombre record de dignitaires du monde entier se rendent aux funérailles de Sadate, incluant notamment trois anciens présidents américains Gerald Ford, Jimmy Carter et Richard Nixon, mais en l'absence du président en exercice Ronald Reagan pour des raisons de sécurité. A contrario aucun dirigeant arabe ni musulman n'assiste aux obsèques. Contrairement à ce qui s'était produit pour Nasser, en 1970, la cérémonie, très sobre, n'est pas perturbée par un débordement de foule : les autorités ont pris pour mesure radicale de tenir le peuple à l'écart en bouclant les rues proches du monument au soldat inconnu. C'est aux côtés de la dépouille de ce dernier qu'est inhumé Anouar el-Sadate.

### Politique extérieure
Anouar el-Sadate participe à la guerre du Kippour en 1973. Cette guerre permet à l'Égypte de reprendre le Sinaï.
À partir de 1974, Sadate engage des négociations avec Israël. Ce qui mène à la réouverture du canal de Suez en 1975, aux accords de Camp David (1978) et au traité de paix avec Israël et provoque l'exclusion temporaire de l'Égypte de la Ligue arabe jusqu'en 1990.
En 1977, une courte guerre égypto-libyenne eut lieu.

### Politique intérieure
Sadate se montre plus libéral que Nasser tant d'un point de vue économique que politique.
Il procède donc à l'infitah, l'ouverture économique, en encourageant l'investissement privé et désengage l'État de l'économie. Ceci a pour conséquence la création d'une classe de nouveaux riches mais aussi l'accroissement de la pauvreté.[réf. nécessaire]
Parallèlement, il se montre plus tolérant à l'égard des mouvements islamistes avec lesquels il s'allie contre les socialistes et les nassériens.

## 1981-2011: présidence Moubarak
Le gouvernement égyptien devient un allié des États-Unis qui lui verse une importante aide économique et militaire (2e rang après Israël). Le pays participa à la seconde guerre du Golfe en 1990-1991 et envoya un corps expéditionnaire de 35 000 hommes en échange de la suppression de la moitié de sa dette extérieure de l'époque.
Hosni Moubarak (1928-2020) poursuit la politique de libéralisation de l’économie, notamment par la réduction des subventions à l'agriculture et à la consommation, et par la libéralisation des prix. En 1992, il fait annuler les dispositions régissant la location des terres. Généralement appelée « loi pour chasser les paysans de leurs terres », cette loi, combinée aux autres mesures de désengagement de l’État dans l’économie, accroît le mécontentement des populations rurales pauvres en particulier en Haute-Égypte. Moubarak devient un pilier de la stratégie régionale des États-Unis et la Constitution qu'il met en place reconnait les « principes de la charia » comme source principale de la législation.

### Depuis 1997: terrorisme islamiste
L'histoire récente de l'Égypte est marquée par la montée des attentats contre des sites fréquentés par les touristes :
- en 1997, cinquante-huit touristes ont été tués par des islamistes non loin de Louxor (massacre de Louxor) ;
- le 7 avril 2005, un attentat dans le bazar de Khan Al-Khalili, cause la mort de trois personnes et en blesse 18 autres ;
- le 30 avril 2005, un attentat suicide se produit près du musée égyptien du Caire ; le même jour, deux femmes tirent sur un autocar transportant des touristes ;
- le 23 juillet 2005, vers 1h00 du matin, heure locale, des kamikazes font exploser leurs voitures, provoquant la mort d'au moins 88 personnes dans la station balnéaire égyptienne de Charm el-Cheikh. Ils ont été revendiqués par un groupe proche d'Al-Qaida et ont tué surtout des Égyptiens. Voir l'article détaillé attentats de Charm el-Cheikh du 23 juillet 2005
- le 24 avril 2006 à Dahab dans la péninsule du Sinaï, en avril 2006, dans lequel vingt personnes, dont six étrangers, avaient été tués, en plus des trois kamikazes.
- le 23 février 2009[10], une grenade, qui a explosé vers 18h50 avait été placée dans un sac en plastique sous un banc en pierre de la place de la mosquée al-Hussein, près du souk Khan al-Khalili, a provoqué la mort d'une adolescente française de dix-sept ans.
- 1er janvier 2011 : Attentat anti-chrétiens devant une église catholique copte d’Alexandrie qui fait 21 morts et 79 blessés[11].

### 2005: première élection présidentielle pluripartite
Pour la première fois depuis l'arrivée d'Hosni Moubarak au poste de président, une élection présidentielle multipartiste a été organisée le 7 septembre 2005. Hosni Moubarak a été réélu pour un mandat de six ans, avec 88,6 % des voix. Cela aurait pu être un plébiscite si le taux de participation n'avait pas été de 23 %.

### 2011: révolution égyptienne
- Révolution égyptienne de 2011

À partir du 25 janvier 2011, une série de manifestations, qui se transformeront rapidement en révolution, se déroulent à travers le pays. Tout comme la révolution tunisienne, elles sont déclenchées en réponse aux abus des forces de polices égyptiennes, à la corruption, mais aussi à l'état d'urgence permanent et à ses procédures expéditives. Le chômage, le manque de logements, l'augmentation des prix des biens de première nécessité et le manque de liberté d'expression sont également des causes importantes des manifestations. L'objectif principal des manifestants est d'obtenir la démission du président égyptien Hosni Moubarak, au pouvoir depuis le 14 octobre 1981.
Réunissant des manifestants de divers milieux socio-économiques, c'est la plus grande protestation populaire qu'ait connu l'Égypte depuis 1977.
Le 11 février 2011, le président Moubarak démissionne.

## 2012-2013: présidence Morsi
Après cette révolution et à la suite de la démission de l'ancien président Moubarak, Mohamed Hussein Tantawi prend les rênes de l'État à partir du 11 juin 2011.
Un nouveau président, Mohamed Morsi (1951-2019), est élu le 17 juin 2012 (entré en fonction le 30 juin). C'est la première fois qu'en Égypte un président est membre des Frères musulmans.
Le 26 décembre 2012, une nouvelle constitution est adoptée. Le président Morsi déclare que cela inaugure une « nouvelle République » en Égypte, qui garde néanmoins le même nom que précédemment. Le maréchal Abdel Fattah al-Sissi est nommé ministre de la Défense. 
- 2013-2014 : mouvement contestataire pro-Morsi

## Depuis 2014: présidence al-Sissi
A-Sissi organise un coup d'État le 3 juillet 2013 contre le président Morsi qui est destitué. La constitution de 2012 est abrogée. Adli Mansour assure l'intérim. Al Sissi devient vice Premier ministre, puis est élu président de la république de manière contestée en mai 2014 (96,1 % des suffrages). Il est réélu en 2018.
Par une révision constitutionnelle validée par un référendum en avril 2019, al-Sissi se donne la possibilité de rester au pouvoir jusqu'en 2030. Il impose une logique autoritaire, réprime toute opposition et toute voix critique, et met sous contrôle les médias et la justice.